# Jean-Clair Todibo
Jean-Clair Dimitri Roger Todibo (Cayena, Guayana Francesa, Francia, 30 de diciembre de 1999) es un futbolista francés que juega de defensa en el West Ham United F. C. de la Premier League.

## Trayectoria
Se formó como futbolista durante nueve años en el FC Les Lilas. En verano de 2016 pasó a la cantera del Toulouse. Allí empezó a subir de categoría hasta que, en 2018, debutó con el primer equipo. Hizo su debut como profesional el 19 de agosto de 2018 en un encuentro de la Ligue 1 contra el F. C. Girondins de Bordeaux, que finalizó con un resultado a favor de 2-1. El 30 de septiembre anotó su primer gol como profesional, en el minuto 87, en un empate a uno ante el Rennes.
El 8 de enero de 2019 el F. C. Barcelona anunció su incorporación que se haría efectiva el 1 de julio, justo después de acabar su contrato con el club galo. Aunque finalmente el fichaje su incorporación se adelantó al 31 de enero por un coste de un millón de euros más dos millones en variables.
Debutó en un encuentro amistoso, el 6 de marzo de 2019, contra el Girona C. F. en la Supercopa de Cataluña siendo sustituido en el minuto 66 por Chumi. Debutó en partido oficial el 13 de abril del mismo año ante la S. D. Huesca en la 32.ª jornada de Liga.
El 15 de enero de 2020 el conjunto azulgrana anunció su cesión hasta final de temporada al F. C. Schalke 04 a cambio de un millón y medio de euros más una opción de compra de 25 millones más 5 en variables. El 1 de junio el director deportivo del equipo alemán comunicó que no habían ejercido dicha opción que había expirado el día anterior. En el mes de octubre volvió a ser prestado, marchándose dos años al S. L. Benfica a cambio de dos millones de euros y una opción de compra de 20 millones. Tras medio curso en Portugal, el 1 de febrero de 2021 se canceló la cesión y se marchó al O. G. C. Niza hasta final de temporada, guardándose el equipo francés una opción de compra por 8,5 millones de euros más 7 en variables. Esta se hizo efectiva a finales de junio, abandonando así de manera definitiva la entidad azulgrana.
El 10 de agosto de 2024 fue prestado al West Ham United F. C. con una opción de compra al final de temporada.

## Selección nacional
El 16 de noviembre de 2018, en un amistoso ante Suiza sub-20, hizo su debut con la selección sub-20 de Francia. Casi cinco años después, el 12 de septiembre de 2023, se estrenó con la absoluta en otro amistoso contra Alemania.

## Estadísticas

### Clubes
Actualizado al último partido disputado el 25 de mayo de 2025.
| Club                           | País       | Año       | Partidos | Goles |
| ------------------------------ | ---------- | --------- | -------- | ----- |
| Toulouse F. C.                 | Francia    | 2018-2019 | 10       | 1     |
| F. C. Barcelona                | España     | 2019-2020 | 5        | 0     |
| F. C. Schalke 04 (cedido)      | Alemania   | 2020      | 10       | 0     |
| S. L. Benfica (cedido)         | Portugal   | 2020-2021 | 2        | 0     |
| O. G. C. Niza                  | Francia    | 2021-2024 | 136      | 2     |
| West Ham United F. C. (cedido) | Inglaterra | 2024-     | 29       | 0     |

## Palmarés

### Títulos nacionales
| Título  | Club            | País   | Año  |
| ------- | --------------- | ------ | ---- |
| La Liga | F. C. Barcelona | España | 2019 |